# Gliese 687
Gliese 687 (Äldre källor anger den som Argelander Oeltzen 17415.) är en ensam stjärna i den mellersta delen av stjärnbilden Draken. Den har en skenbar magnitud av ca 9,15 och kräver ett mindre teleskop för att kunna observeras. Baserat på parallax enligt Gaia Data Release 3 på ca 219,8 mas, beräknas den befinna sig på ett avstånd på ca 14,8 ljusår (ca 4,5 parsek) från solen. Den rör sig närmare solen med en heliocentrisk radialhastighet på ca -23 km/s och har en relativt stor egenrörelse av 1,304 bågsekund per år över himlavalvet.

## Egenskaper
Gliese 687 är en röd till orange stjärna i huvudserien av spektralklass M3.5 V. Den har en massa som är ca 0,4 solmassor, en radie som är ca 0,49 solradier och har ca 0,0213 gånger solens utstrålning av energi från dess fotosfär vid en effektiv temperatur av ca 3 100 K. Stjärnan visar inget överskott av infraröd strålning som skulle kunna tyda på närvaro av en omgivande stoftskiva, men avger röntgenstrålning.

## Planetsystem
År 2014 upptäcktes en exoplanet, Gliese 687 b, med en minsta massa på 18,394 jordmassor (vilket gör den jämförbar med Neptunus), en omloppsperiod på 38,14 dygn, en låg omloppsexcentricitet och inuti den beboeliga zonen. En annan tänkbar planet med massa motsvarande Neptunus upptäcktes 2020, i vidare och mycket kallare bana.
| Planet | Massa   | Halv storaxel (AE) | Siderisk omloppstid (d) | Excentricitet | Inklination | Radie |
| ------ | ------- | ------------------ | ----------------------- | ------------- | ----------- | ----- |
| b      | 17,2 M🜨 | 0,163              | 38,142                  | 0,17          | -           | -     |
| c      | 16 M🜨   | 1,165              | 727,562                 | 0,40          | -           | -     |